# Onthophagus geelongensis
Onthophagus geelongensis är en skalbaggsart som beskrevs av Blackburn 1891. Onthophagus geelongensis ingår i släktet Onthophagus och familjen bladhorningar. Inga underarter finns listade i Catalogue of Life.